# Manfred Höner
Manfred Höner – niemiecki trener piłkarski.

## Kariera trenerska
W latach 1987–1988 Höner był selekcjonerem reprezentacji Nigerii. W 1988 roku prowadził ją na Igrzyskach Olimpijskich w Seulu oraz w Pucharze Narodów Afryki 1988. Na tym drugim turnieju wywalczył z Nigerią wicemistrzostwo Afryki. W 1991 roku był trenerem klubu Eintracht Trewir.